# Wang Dalei
Dans ce nom chinois, le nom de famille, Wang, précède le nom personnel.
Wang Dalei (en chinois : 王大雷), né le 10 janvier 1989 à Dalian en Chine, est un footballeur international chinois, qui évolue au poste de gardien de but.

## Biographie

### Carrière en club
Avec les clubs du Shanghai Shenhua, et du Shandong Luneng Taishan, Wang Dalei dispute 26 matchs en Ligue des champions d'Asie.

### Carrière internationale
En 2004, il remporte le Championnat d'Asie des moins de 16 ans, et est élu meilleur joueur du tournoi. En 2005, il joue avec la sélection nationale des moins de 17 ans, où il dispute la Coupe du monde des moins de 17 ans au Pérou. Il y dispute 3 matchs. 
Wang Dalei compte 25 sélections avec l'équipe de Chine depuis 2012.
Il est convoqué pour la première fois en équipe de Chine par le sélectionneur national José Antonio Camacho, pour un match amical contre la Suède le 6 septembre 2012. Le match se solde par une défaite 1-0 des Chinois.
Il fait partie de la liste des 23 joueurs chinois sélectionnés pour disputer la Coupe d'Asie de 2015 en Australie, où son pays atteint les quarts de finale. Il dispute 4 rencontres durant le tournoi.

## Palmarès

### En club
- Avec le Shanghai Shenhua
  - Vainqueur de la Coupe des champions de l'A3 en 2007

- Avec le Shandong Luneng 
  - Vainqueur de la Coupe de Chine en 2014
  - Vainqueur de la Supercoupe de Chine en 2015

### Distinctions personnelles
- Élu meilleur joueur du Championnat d'Asie des moins de 16 ans en 2004
- Élu meilleur espoir de la Chinese Super League en 2006
- Élu meilleur gardien de la Chinese Super League en 2014
- Membre de l'équipe-type de la Chinese Super League en 2014